# Stanisław Krzętowski
Stanisław Lucjan Krzętowski herbu Zadora, ps. „Garbonos”, „Staś” (ur. 25 września 1919 w Zalesicach, zm. 17 maja 1977 w Częstochowie) – partyzant, porucznik Strzelców Podhalańskich Armii Krajowej, ekonomista, miłośnik polskich gór.

## Dzieciństwo i młodość
Stanisław Krzętowski urodził się w 1919 roku. Był synem Bolesława Krzętowskiego, leśniczego, i Marii z Giernatowskich. Miał czworo rodzeństwa, dwóch braci, Henryka i Włodzimierza, i dwie siostry, Janinę i Krystynę. Dzieciństwo i wczesną młodość spędził w leśniczówce w Winownie, obecnie gmina Koziegłowy. Przed wojną działał w Związku Harcerstwa Polskiego. Zdał maturę w Szkole Handlowej w Częstochowie.

## Okupacja
W 1939 roku, gdy wybuchła II wojna światowa, był świeżo upieczonym maturzystą. Jako harcerz uczestniczył w walkach obronnych pod Częstochową. Po klęsce wrześniowej rozpoczął działalność w ruchu oporu.
W 1941 roku wraz z siostrą Krystyną Krzętowską, ps. „Wiśka”, nawiązali kontakt z oficerem ZWZ-AK Henrykiem Furmańczykiem, ps. „Henryk”, który wciągnął ich do swojej grupy partyzanckiej. Krzętowski pełnił rolę łącznika i wywiadowcy. Przewoził meldunki, rozkazy, rozpoznawał ruchy wojsk niemieckich. Od 1942 roku wyjeżdżał z Furmańczykiem w teren, gdzie wraz z innymi nowo przyjętymi do partyzantki osobami przygotowywał się do odbierania zrzutów w wyznaczonych trzydziestu miejscach w okolicach Przyrowa, Julianki, Mokrzeszy, Złotolasów i innych miejscowości na ziemi częstochowskiej.
4 października 1942 roku brał udział w brawurowej operacji odbicia z więzienia w częstochowskiej dzielnicy Zawodzie szefa Inspektoratu ZWZ, podpułkownika Stanisława Mireckiego „Butryma”.
Jako harcerz, był w 1942 roku instruktorem teoretycznych i praktycznych zajęć w terenie w ramach szkolenia w zakresie Wielkiej Dywersji. Nadzorował podłożenie ładunku wybuchowego na moście na linii kolejowej Częstochowa–Kielce; podczas tej akcji zostało zlikwidowane stanowisko niemieckie.
W 1943 roku obstawiał wypad na szpital więzienny przy ul. św. Barbary w Częstochowie, skąd został uwolniony aresztowany wcześniej podczas zasadzki i ranny wywiadowca Feliks Zyskowski, ps. „Maciek”. W tym samym roku Krzętowski uczestniczył też w akcji zamalowywania czarną farbą niemieckich nazw ulic w Częstochowie, również w pobliżu siedziby gestapo. Jako wywiadowca rozpoznawał konfidentów i poprzez Furmańczyka przekazywał ich dane grupom likwidacyjnym.
3 kwietnia 1944 roku został aresztowany przez gestapo w mieszkaniu na terenie Fabryki Etablissments Motte w Częstochowie. W czasie rewizji wyprowadzony został z domu i ustawiony przez gestapowca twarzą do muru. W chwili nieuwagi Niemca zdecydował się na ucieczkę, jednakże został postrzelony przez niego w ramię i kolano.
Po wyleczeniu, w czerwcu 1944 roku, przedostał się na Sądecczyznę, do podpułkownika Mireckiego, który stojąc wówczas na czele Inspektoratu Nowy Sącz Armii Krajowej, formował 1 Pułk Strzelców Podhalańskich. Krzętowski trafił do oddziału partyzanckiego „Wilk”, dowodzonego przez porucznika Krystyna Więckowskiego, ps. „Zawisza”, a później przez podporucznika Feliksa Perekładowskiego, ps. „Przyjaciel 2”. Oddział ten stacjonował w Beskidzie Wyspowym, na stokach Mogielicy, a działał w rejonie Gorców, Beskidu Wyspowego, Pienin i Beskidu Sądeckiego. Krzętowski początkowo jako podchorąży, a następnie jako porucznik brał tam udział w wielu akcjach partyzanckich, m.in.:
- w drugiej połowie lipca 1944 roku w likwidacji posterunku Wehrmachtu w szkole w Kamienicy[2].
- w pierwszej dekadzie sierpnia 1944 roku w zasadzkach na Niemców, m.in. na drodze Krościenko–Czorsztyn i koło Tylmanowej[3].
- 16 sierpnia (inne źródła: 17 sierpnia) 1944 roku w opanowaniu budynku stacyjnego w Kasinie Wielkiej, a następnie w likwidacji pociągu roboczego Organizacji Todt[4].
- 7 września 1944 roku w ataku na Niemców na moście pod Kamienicą na szosie Kamienica–Zabrzeż, gdzie zdobyto karabiny, broń krótką, amunicję i granaty[5].

W początkach grudnia 1944 roku wraz z oddziałem został odkomenderowany w rejon Nowego Targu, Dunajca i Zakopanego.

## Lata powojenne
Po wojnie wyjechał do Poznania, gdzie w 1947 roku skończył studia ekonomiczne w Akademii Handlowej. Po powrocie do Częstochowy pracował jako planista w Rudach Żelaza, a od 1960 roku w Częstochowskich Zakładach Materiałów Ogniotrwałych jako ekonomista. W 1961 roku ożenił się z Reginą Dziegciarz (1932–2001), miał jedną córkę, Małgorzatę Denys (z d. Krzętowska, ur. 1962).
Wielką pasją jego życia była turystyka. Przez wiele lat działał w Oddziale Miejskim PTTK w Częstochowie, gdzie prowadził komisję górską, współpracował z komisją młodzieżową. Był przewodnikiem turystycznym, przodownikiem turystyki górskiej i przodownikiem turystyki pieszej, strażnikiem Ochrony Przyrody.  Zachęcał młodzież do uprawiania turystyki, zdobywania wiedzy o kraju. Organizował liczne rajdy górskie.
Zmarł w 1977 roku i został pochowany na cmentarzu św. Rocha w Częstochowie.
23 czerwca 1979 roku imieniem Stanisława Krzętowskiego z inicjatywy terenowej grupy Straży Ochrony Przyrody przy PTTK w Częstochowie zostały nazwane trzy dęby pomniki przyrody rosnące w Kamienicy Polskiej. Z tej okazji odsłonięto też pamiątkową tablicę.

## Odznaczenia
- Krzyż Walecznych
- Srebrny Krzyż Zasługi z Mieczami (oba odznaczenia nadane w czasie okupacji przez dowództwo Armii Krajowej)